# Cosmophasis modesta
Cosmophasis modesta là một loài nhện trong họ Salticidae.
Loài này thuộc chi Cosmophasis. Cosmophasis modesta được Ludwig Carl Christian Koch miêu tả năm 1880.